# Damien Vidal (rugby à XV)
Pour les articles homonymes, voir Damien Vidal et Vidal.
Pas d'image ? Cliquez ici

a Compétitions nationales et continentales officielles uniquement.

Dernière mise à jour le 12 novembre 2021.
Damien Vidal, né le 3 mars 1985 à Capestang (Languedoc-Roussillon), est un joueur de rugby à XV français qui évolue au poste de demi d'ouverture. (1,81 m pour 83 kg).
Il est le frère de Matthias Vidal, arrière de l'AS Béziers.

## Biographie
Il débute en professionnel avec l'équipe de l'AS Béziers lors de la saison 2004-05 du Top 16.
En 2008, il finit deuxième au classement des meilleurs réalisateurs de la Pro D2. Puis à l'intersaison il s'engage avec le RC Toulon promu en Top 14, avant d'opter en juin 2009 pour le FC Grenoble en Pro D2.

## Carrière
- Jusqu'en 2000 : Capestang
- 2000-2008 : AS Béziers
- 2008-2009 : RC Toulon
- 2009-2010 : FC Grenoble
- 2010-2012 : Racing Club de Narbonne Méditerranée
- 2012-2013 : RO Agde

## Palmarès
- 2e meilleur réalisateur de Pro D2 : 2008 (285 points)